# المبيدون اللاإنسانيون
" " هي أغنية سجلتها فرقة موسيقى الميتال الأرمنية الأمريكية سيستم أوف أ داون. تم إصداره كأغنية مزدوجة إلى جانب أغنية «حماية الأرض» في 6 نوفمبر 2020، زيادة الوعي والأموال لأرمينيا وجمهورية أرتساخ غير المعترف بها وسط حرب مرتفعات قرة باغ 2020. هذا هو أول إصدار للفرقة منذ 15 عامًا، وأول أغنية فردية لهم منذ 14 عامًا. لقد جمعت الأغنيتان أكثر من 600000 دولار تم التبرع بها لصندوق أرمينيا لمساعدة أولئك الذين تضرروا من الحرب.

## الفيديو الموسيقي للأغنية
الفيديو الموسيقي للأغنية صدر بتاريخ 31 يناير 2021، وقد قام شافو أودادجيان وأدم ماسون بإخراجه.